# 三番目の幸せ
「三番目の幸せ」（みっつめのしあわせ）は、1987年10月21日に発売されたEPOの16枚目のシングル
。発売元はDear heart / MIDI。

## 概要
A面曲「三番目の幸せ」は、花王「ソフィーナ」キャンペーン用のCMソング。
B面曲「いつか (SOMEDAY)」は、山下達郎のアルバム『RIDE ON TIME』収録曲のカバー。

## 収録曲
| 全編曲: 窪田晴男。 |                      |            |           |      |
| #                  | タイトル             | 作詞       | 作曲      | 時間 |
| 1.                 | 「三番目の幸せ」     | EPO        | EPO       | 4:03 |
| 2.                 | 「いつか (SOMEDAY)」 | 吉田美奈子 | 山下達郎  | 5:20 |
| 合計時間:          | 合計時間:            | 合計時間:  | 合計時間: | 9:23 |

## リリース日一覧
| 地域 | リリース日     | レーベル          | 規格               | 規格品番 | 備考 |
| ---- | -------------- | ----------------- | ------------------ | -------- | ---- |
| 日本 | 1987年10月21日 | Dear heart / MIDI | 7"シングルレコード | MIS-24   |      |

## 参考資料
- オリコン『SINGLE CHART-BOOK COMPLETE EDITION 1968-2005』オリコン・マーケティング・プロモーション、2006年4月。ISBN 9784871310765。

## 関連作品
- EPO / CMトラックス –  CDJournal